# Simmagir
Simmagir, też Sin-magir (akad. simmagir, w transliteracji z pisma klinowego zapisywane najczęściej dSîn-ma-gir, dSîn-ma-gi-ir; sum. UD.SAR.ŠE.GA) – tytuł dygnitarza wysokiej rangi w Babilonii, który zarządzał prowincją o tej samej nazwie i dowodził częścią królewskiej armii. W zniekształconej formie samgar tytuł ten wzmiankowany jest w Biblii.

## Simmagirw Babilonii
Osoba nosząca tytuł simmagira wymieniana jest w tekstach pochodzących z czasów panowania Szamasz-szuma-ukina (668-648 p.n.e.). Za rządów Nabuchodonozora II (604–562 p.n.e.) urząd ten sprawował jego zięć, Nergal-szarru-usur (Neriglissar), który później samemu zasiadł na tronie babilońskim usuwając z niego w wyniku zamachu stanu Amel-Marduka, syna Nabuchodonozora II. Innym znanym dostojnikiem sprawującym urząd simmagira był Tattannu, który wzmiankowany jest w tekstach z Nippur pochodzących z czasów panowania Achemenidów. Zdaniem badaczy nazwa tego tytułu wywodzi się od poświadczonego w tekstach klinowych babilońskiego miasta o nazwie Bit-Sin-magir (akad. Bīt-Sîn-magir, tłum. „Dom Sin-magira”), założonego być może przez Sin-magira (ok. 1827-1817 p.n.e.), króla z I dynastii z Isin.

## Simmagirw Biblii
W Księdze Jeremiasza (Jr 39:3) tytuł simmagira (biblijny samgar) nosi Nergal-szarezer, jeden z dowódców wojskowych babilońskiego króla Nabuchodonozora II (604–562 p.n.e.), uczestniczący w 587 r. p.n.e. w zdobyciu Jerozolimy. Imię Nergal-szarezer wydaje się być hebrajskim zapisem babilońskiego imienia Nergal-szarru-usur, i istnieje duże prawdopodobieństwo, iż wspomnianym tu dostojnikiem był sam Nergal-szarru-usur (Neriglissar), zięć Nabuchodonozora II i późniejszy król Babilonii. Nergal-szarru-usur, noszący tytuł simmagira, wspomniany jest też w babilońskiej liście wymieniającej dostojników na dworze Nabuchodonozora II.
W Biblii hebrajskiej tytuł ten uznany został za imię własne babilońskiego dostojnika i zapisywany był w formie סַֽמְגַּר־נְב֞וּ (Samgar-nebo, Samgar-nebu). W zapisie tym popełniony został jednak błąd, gdyż druga część tego domniemanego imienia (-nebo/nebu) stanowi tak naprawdę pierwszą część kolejnego imienia, Sarsekim, które powinno być odczytywane (Nebo/nebu-)sarsekim. Polskie przekłady Biblii bądź powtarzają oryginalną formę hebrajską, traktując ten tytuł jako imię (Biblia poznańska, Uwspółcześniona Biblia gdańska, Przekład Nowego Świata), bądź też tłumaczą słowo samgar jako „Sin-Magir”, biorąc je za skróconą nazwę babilońskiego miasta Bit-Sin-magir (Biblia Tysiąclecia, Biblia warszawska, Biblia warszawsko-praska):
| polskie przekłady Biblii       | miejsce w Biblii                    |
| polskie przekłady Biblii       | Księga Jeremiasza (Jr 39:3)         |
| ------------------------------ | ----------------------------------- |
| Biblia Tysiąclecia             | „Nergal-sar-eser z Sin-Magir”       |
| Biblia poznańska               | „Nergal Sar-Ecer, Samgar-Nebu”      |
| Biblia warszawska              | „Nergal-Sar-Eser, książę Sin-Magir” |
| Biblia warszawsko-praska       | „Nergal-sar-eser z Sin-Magir”       |
| Uwspółcześniona Biblia gdańska | „Nergalsarezer, Samgarnebo”         |
| Przekład Nowego Świata         | „Nergal-Szarecer, Samgar-Nebu”      |